# HD 217101
HD 217101，又名BD+38 4904，SAO 72883、HR 8733，是一颗恒星，视星等为6.18，位于銀經100.07，銀緯-18.46，其B1900.0坐标为赤經22h 53m 3.5s，赤緯+38° -18.46′ 27″。